# Thomas Slade
Thomas Slade (Ipswich 1703 – Bath, 4 febbraio 1771) è stato un ingegnere britannico, realizzatore di alcune classi di navi e responsabile della costruzione di molte unità della Royal navy. Ricoprì l'incarico di Surveyor of the Navy dal 1755 al 1771.  Fu realizzatore del vascello da 100 cannoni HMS Victory..

## Biografia

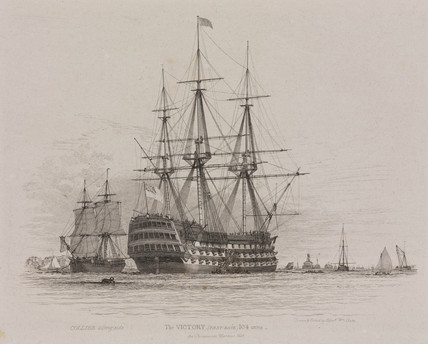
Lo HMS Victory nel porto di Portsmouth con una nave carboniera affiancata, 1828. Incisione di Edward William Cooke basata su un suo disegno.

Nacque a Ipswich nel 1703, figlio di Arthur Slade (c.1682-1746).  Iniziò  a lavorare presso i reali cantieri navali come maestro carpentiere, seguendo la tradizione di famiglia, in quanto suo zio Benjamin era maestro costruttore presso i Plymouth Dockyard di Plymouth. 
Nel 1744 divenne vice-maestro costruttore presso i Woolwich Dockyard di Woolwich. Il 22 novembre 1750 sostituì suo zio Benjamin, che era morto in quell'anno, nella carica di maestro costruttore a Plymouth. Il 27 maggio 1752 fu temporaneamente trasferito con lo stesso incarico presso i Woolwich Dockyard, e da lì,  il 17 giugno 1752, ai Chatham Dockyard di Chatham. Il 15 marzo 1753 fu mandato presso i Deptford Dockyard di Deptford dove rimase fino al 5 agosto 1755.
Il 7 di quello stesso mese venne nominato Surveyor of the Navy dal Primo Lord dell'Ammiragliato Lord George Anson, che servì fino alla sua morte. Per il primo decennio condivise l'incarico con William Bately, ex Vice Ispettore della Marina, fino al ritiro di quest'ultimo nel giugno del 1765. Al pensionamento di Bately, fu affiancato da John Williams, nominato per condividere l'incarico. Tuttavia egli rimase chiaramente capo progettista per tutto il tempo in cui ricoprì il suo incarico. 
Sir Thomas Slade morì il 23 febbraio 1771 a Bath e fu sepolto nel cimitero di St. Clement, in Grimwade Street, a Ipswich. Le sue volontà testamentarie vennero aperte il 19 marzo 1771 (Prob. 11/965). 

### Attività progettuale

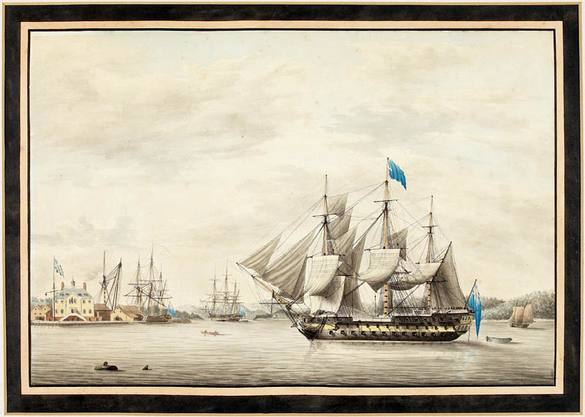
Lo HMS Asia nella rada di Halifax, 1795. Disegno a colori di George Gustavus Lennock, lieutenant a bordo del vascello da 64 cannoni Asia.

Durante l'incarico di Surveyor of the Navy fu responsabile di diversi, importanti, cambiamenti introdotti nella progettazione delle unità navali. Realizzò un "disegno generico" che fu usato come modello per i vascelli da 74 cannoni e le fregate della Royal Navy. I suoi progetti di nuovi vascelli, a partire dal Dublin, erano un'evoluzione delle navi britanniche allora costruite, realizzati per competere con i nuovi vascelli da 74 francesi, alcuni dei quali erano stati catturati durante la guerra di successione austriaca nel 1747. Almeno quarantasei vascelli da 74 furono realizzati su suoi disegni, e l'ultimo fu varato nel 1789. 
Progettò anche l'Asia, prima vera nave da 64 cannoni realizzata per la marina britannica, che conseguenza non ordinò ulteriori unità da 60 cannoni, ma ne commissionò altre da 64. Poiché le modifiche introdotte, sperimentate sull'Asia, furono incorporate nelle navi successive che risultarono più grandi, essa risultò l'unica nave della sua classe. Il primo di questi fu l'Ardent, prima unità dell'omonima classe. Egli progettò anche navi più piccole, come il cutter da 10 cannoni della dogana, il Sherborne.
La sua più famosa realizzazione è il vascello da 100 cannoni Victory.  Il 13 dicembre 1758 il Consiglio dell'Ammiragliato a Londra ordinò la costruzione di 12 nuovi vascelli di linea, incluso uno da 100 cannoni. L'anno seguente l'Ammiragliato scelse il nome di Victory per quella nave, nonostante non avesse portato fortuna alle precedenti unità di linea che lo avevano portato. In quello stesso anno nacque Nelson, che sarebbe poi stato ferito a morte sul suo ponte di comando a Trafalgar. 
Delle 33 navi che componevano la squadra navale inglese agli ordini di Lord Horatio Nelson alla battaglia di Trafalgar, otto (Africa, Victory, Agamemnon, Bellerophon, Defiance, Thunderer, Defence, and Prince) erano state realizzate su disegno di Thomas Slade. Ulteriori due sue unità  (Swiftsure e Berwick) che erano state catturate dai francesi combattevano nella flotta combinata agli ordini del viceammiraglio Pierre Charles Silvestre de Villeneuve. Le unità da lui disegnate rappresentavano il 24% della unità, e il 29% dei cannoni a disposizione di Nelson.

### Annotazioni
1. ↑  Un maestro costruttore navale era responsabile per tutte le unità costruite e le riparazioni eseguite nel cantiere navale in cui prestava servizio.
2. ↑  Li si trovava anche la salma di sua moglie Hannah, sposata nel 1747 e deceduta otto anni prima, e sepolta nella tomba dei suoi genitori.

### Fonti
1. 1 2 3 4  Ipswich Star.
2. ↑  Walker 2010, p. 25.
3. 1 2 3 4  Lavery 2015, p. 23.
4. 1 2 3  Three Decks.
5. ↑  Staffordshire Records Office
6. ↑  Jones 1977, p. 224.
7. 1 2 3 4 5 6 7 8  Walker 2010, p. 26.
8. ↑  Lavery 2015, p. 22.
9. 1 2  Lavery 1985, p. 177.
10. ↑  (EN) Christopher Hibbert, Nelson A Personal History, Basic Books, 1994,  p. 376, ISBN 0-201-40800-7.